# 静止エネルギー
静止エネルギー（せいしエネルギー、英: rest energy）は、アインシュタインの特殊相対性理論によって示された、質量が存在することにより生じるエネルギー。質量 {\displaystyle m\,} の物体は、光速 {\displaystyle c\,} を用いて、
{\displaystyle E_{0}=mc^{2}\,}
で表される静止エネルギー {\displaystyle E_{0}\,} を持つ。運動エネルギーやポテンシャルエネルギーとは異なるもので、質量が存在するだけで生じる。
この式は、質量を持つ物体には膨大なエネルギーが内在していることを示している。そして、実際に質量をエネルギーに変換することは可能である。例えば、電子と陽電子を衝突させると、これらの粒子が対消滅し、元の質量に応じたエネルギーが発生する。また、原子核反応でエネルギーが発生する場合には、反応後の質量はわずかに減少するし（質量欠損）、一般の化学反応でも、非常にわずかではあるが質量が変化する。

## 相対論におけるエネルギー
特殊相対性理論によれば、運動する物体のエネルギーは次の式で表される。
{\displaystyle E={\sqrt {m^{2}c^{4}+\left|{\boldsymbol {p}}\right|^{2}c^{2}}}}
ここで、{\displaystyle E\,} はエネルギー、{\displaystyle m\,} は質量、{\displaystyle {\boldsymbol {p}}} は運動量、{\displaystyle c\,} は光速である。また、運動量 {\displaystyle {\boldsymbol {p}}} と速度 {\displaystyle {\boldsymbol {v}}} の関係は次の式で表される。
{\displaystyle {\boldsymbol {p}}={\frac {{\boldsymbol {v}}E}{c^{2}}}}
これらから、エネルギーと速度の関係は次の様になる。 
{\displaystyle E={\frac {mc^{2}}{\sqrt {1-\left|{\boldsymbol {v}}\right|^{2}/c^{2}}}}}…（式1）
この式をテイラー展開すると次の様になる。
{\displaystyle E=mc^{2}\left\{1+{\frac {1}{2}}\left({\frac {\left|{\boldsymbol {v}}\right|}{c}}\right)^{2}+{\frac {3}{8}}\left({\frac {\left|{\boldsymbol {v}}\right|}{c}}\right)^{4}+{\frac {5}{16}}\left({\frac {\left|{\boldsymbol {v}}\right|}{c}}\right)^{6}+\cdots \right\}}
この式は、速度 {\displaystyle {\boldsymbol {v}}} が光速に対して十分小さい ({\displaystyle \left|{\boldsymbol {v}}\right|^{2}\ll c^{2}}) 場合は、次のようになる。
{\displaystyle E=mc^{2}+{\frac {1}{2}}m\left|{\boldsymbol {v}}\right|^{2}}
{\displaystyle mc^{2}\,} は最初に述べた静止エネルギーであるので、結局式は次のようになる。
{\displaystyle E=E_{0}+{\frac {1}{2}}m\left|{\boldsymbol {v}}\right|^{2}}
つまり、速度が小さい場合は、質量 {\displaystyle m\,} の物体が速度 {\displaystyle {\boldsymbol {v}}} で動いている場合の運動エネルギーが {\displaystyle {\frac {1}{2}}m\left|{\boldsymbol {v}}\right|^{2}} になるというニュートン力学と同じ結論になる。
なお、式1を導出するのに、{\displaystyle E_{0}=mc^{2}\,} の {\displaystyle m\,} に相対論的質量
{\displaystyle m_{r}={\frac {m}{\sqrt {1-{\left|{\boldsymbol {v}}\right|^{2}/c^{2}}}}}}
を代入するという説明がなされることがあるが、正しい説明とは言えない。まず、相対論的質量という概念自体にあまり意味がない（相対論的質量を参照）。そして、{\displaystyle E_{0}=mc^{2}\,} という式は、静止エネルギーと質量の関係を表している式であるから、相対論的質量という質量とは異なるものを代入して、運動している物体のエネルギーが得られるかどうかは定かではない。